# Hoogeveen
Hoogeveen (phát âmⓘ) là một đô thị và thị xã ở đông bắc Hà Lan. 

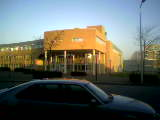
văn phòng thành phố (bên cạnh tòa thị chính)

## Các trung tâm dân cư
Elim, Fluitenberg, Hoogeveen and Noordscheschut, which still have the canals which used to be throughout the town. Other villages of the town are Hollandscheveld, Nieuw Moscou, Nieuweroord, Nieuwlande, Pesse, Stuifzand và Tiendeveen.

## Hoogeveen
Đô thị này có lịch sử từ ngày 20 tháng 12 năm 1625, khi Roelof van Echten mua một dải đất than bùn từ các nông dân của huyện để khai thác than bùn. Một bản đồ cổ gọi địa danh này là Locus Deserta Atque ob Multos Paludes Invia, một khu vực không thể đi qua được có nhiều đầm lầy. Huy hiệu được trao cho khu vực này ngày 10 tháng 11 năm 1819.

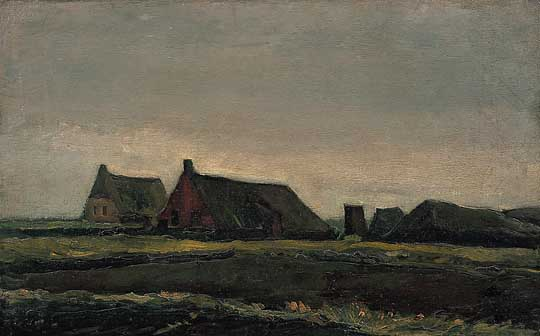
Huts in Zwartschaap, trên đường giưaqx Hoogeveen và Pesse, tranh do Van Gogh vẽ năm 1883

Vincent van Gogh đã thăm khu vực này mùa Thu năm 1883.
Trong nửa cuối thập niên 1960, Hoogeveen đã là thị xã tăng trưởng nhanh nhất ở Hà Lan. Do phát triển nhanh nên hội đồng thành phố đã cho lấp phần lớn các kênh đào của thị xã.
Hoogeveen có sân bay nhỏ.

## Thành phố kết nghĩa
- Martin, Slovakia